# فراست‌پروف (فلوریدا)
فراست‌پروف (به انگلیسی: Frostproof) شهری در شهرستان پولک ایالت فلوریدا است که در سال ۱۹۲۱ بنیان‌گذاری شده‌است. این شهر طبق سرشماری سال ۲۰۱۰ میلادی، ۲٬۹۹۲ نفر جمعیت داشته و مساحت آن نیز ۶٫۴ کیلومتر مربع است.